# Георги Андонов (футболист)
Георги Андонов (роден на 28 юни 1983 г. в Пловдив) е български професионален футболист, който играе за Царско село (София) като нападател.

## Кариера
Андонов два пъти е печелил Купата на България с отбора на Берое през 2010 г. и 2013 г. 

## Статистика по сезони[2]
| Сезон    | Отбор           | Първенство | Мачове | Голове |
| -------- | --------------- | ---------- | ------ | ------ |
| 2009/10  | Берое (СтЗ)     | А група    | 26     | 10     |
| 2010/11  | Черноморец (Бс) | А група    | 26     | 3      |
| 2011/ес. | Черноморец (Бс) | А група    | 14     | 3      |
| 2012/пр. | Берое (СтЗ)     | А група    | 8      | 0      |
| 2012/13  | Берое (СтЗ)     | А група    | 23     | 12     |
| 2013/14  | Берое (СтЗ)     | А група    | 35     | 13     |